# Johnny 100 Pesos
Johnny 100 Pesos è un film del 1994 diretto da Gustavo Graef Marino.